# Mundt-Unternehmensgruppe
Die Mundt-Unternehmensgruppe besteht aus verschiedenen Unternehmen, die in den Bereichen Energielieferung und den damit im Zusammenhang stehenden Dienstleistungen tätig ist. Die Mundt-Unternehmensgruppe hat eine vertragliche Vereinbarung mit der Shell Deutschland Oil zur exklusiven Vermarktung von Shell-Produkten im Vertriebsgebiet.

## Geschichte
1964 gründeten Karl-Heinz Mundt und Robert Morcinek die Mundt+Morcinek GmbH in Hannover-Linden. Im gleichen Jahr schloss das Unternehmen einen Agenturvertrag mit der Shell Deutschland Oil GmbH ab. Das Unternehmen agiert somit als Händler für Heizöl, Diesel- und Vergaserkraftstoffe sowie Schmierstoffe. In den Jahren von 1989 bis 2009 wurden weitere Tochtergesellschaften gegründet, welche die heutige Mundt-Unternehmensgruppe bilden. Zu diesen gehören die Mundt+Thoms GmbH und die Wärmeversorgungsfirma WVU GmbH & Co. KG in Magdeburg, die MHG Mineralölhandels GmbH in Hannover-Laatzen, die Tankstellen-Netz-Deutschland GmbH sowie die Energie-Direkt Hameln GmbH. Im Jahr 2010 wurden die Mundt+Morcinek GmbH zur Mundt GmbH Hannover sowie die Mundt+Thoms GmbH zur Mundt GmbH Magdeburg umfirmiert. Seither fungieren Reiner Mundt, Sebastian Mundt, Helmut Klaassen-von Nitzsch sowie Jan Hartwig als Geschäftsführer. 2017 wurde das Unternehmen Krömker Mineralölhandels GmbH in Bünde übernommen und in die Mundt-Unternehmensgruppe integriert. 2020 fusionierte die Energie-Direkt Hameln GmbH, wobei die Tochtergesellschaft auf die Mundt GmbH Hannover überging.

## Struktur
Das Mundt-Vertriebsgebiet besteht aus dreizehn Unternehmen mit insgesamt 180 Mitarbeitern an den Standorten Hannover, Magdeburg, Laatzen, Hameln, Barsinghausen, Braunschweig, Bielefeld und Bünde.
Zur Mundt-Unternehmensgruppe gehören folgende Firmen:
- Mundt GmbH Hannover
- Mundt Haustechnik GmbH
- Mundt GmbH Magdeburg
- Krömker Mineralölhandels GmbH
- M1 Tankstellen GmbH
- Tankstellen-Netz-Deutschland GmbH
- TND-IT GmbH
- MHG Mineralölhandels GmbH
- Mundt Verwaltungsgesellschaft mbH